# SLOT Recursos Humanos
A SLOT Recursos Humanos está sediada em Lisboa, em Portugal. Foi fundada a 27 de dezembro de 2005, estratégia de negócios do LAS Group, com o objetivo de colmatar as necessidades relativamente ao recrutamento de profissionais para o grupo de empresas (LAS Group), integrado no mercado de Manutenção Aeronáutica.
Inicialmente, em 2005, a SLOT abriu as portas no Edifício 124 no Aeroporto, ao longo dos anos existiram várias mudanças de instalações em Lisboa, assim como a abertura de novos escritórios por Portugal inteiro. Neste momento, a SLOT tem escritórios em Lisboa, no IDEA Saldanha e no Porto, mais especificamente na Maia.
Em 2015, a SLOT Recursos Humanos regista a SLOT Academy que oferece um serviço de consultoria personalizado e consiste num departamento de Formação. A SLOT responde às necessidades de cada empresa através de programas desenvolvidos à medida das mesmas, que incidem principalmente na área do Desenvolvimento Pessoal, Comercial, Comunicação e Marketing.
A SLOT Recrusos Humanos é certificada desde fevereiro de 2013 pela DGERT (Direção-Geral do Emprego e das Relações de Trabalho), enquanto Entidade Formadora Certificada, o que permite lecionar cursos certificados pelo Sistema Nacional de Qualificações. Além disso, a empresa oferece soluções de Assessments aos seus clientes, através da Plataforma Thalento, da qual é representante oficial em Portugal desde 2017.
Com o crescimento ao longo dos anos, a SLOT Recursos Humanos diversificou o seu leque de serviços e soluções. Aos serviços iniciais, Trabalho Temporário e Recrutamento & Seleção, juntaram-se os serviços de Consultoria e de Formação, numa vertente empresarial. Já na vertente acompanhamento especializado dirigido a profissionais e a candidatos, a SLOT oferece serviços como Consultoria de Carreira e Orientação Profissional, Serviços de Assessoria e Construção de CVs e Desenvolvimento de Competências e Formação.

## Recrutamento & Seleção
O Recrutamento & Seleção é um dos principiais serviços no que diz respeito aos recursos humanos. O serviço de Recrutamento & Seleção da SLOT Recursos Humanos tem como objetivo identificar, atrair e selecionar os melhores candidatos para preencher as vagas e necessidades das empresas. Neste processo, com o desenvolvimento tecnológico, as redes sociais têm facilitado alguns dos passos do recrutamento, como por exemplo na divulgação das ofertas de emprego e a pesquisa de candidatos através de plataformas como o Linkedin. Já outras redes sociais como o WhatsApp facilita no contacto com os candidatos ou empresas. No futuro do recrutamento digital está prevista uma integração cada vez maior da tecnologia avançada, tornando os processos mais eficientes e personalizados.

## Consultoria
A Consultoria em recursos humanos é essencial em qualquer empresa para o crescimento da mesma e motivação dos seus colaboradores. Os serviços de Consultoria da SLOT Recursos Humanos ajudam a reduzir custos e a melhorar a eficiência ao assegurar que cada pessoa está alocada às funções adequadas dentro da empresa. A análise detalhada das competências e motivações dos colaboradores permite reduzir o turnover e melhorar o desempenho, criando um crescimento mais sólido e sustentável. A consultoria em RH deve ser vista como um investimento necessário e não como um custo.